# Brunnenhofbächli
Das Brunnenhofbächli ist ein Fliessgewässer in Tenniken im Kanton Basel-Landschaft in der Schweiz. Es hat eine Länge von etwa einem Kilometer und ist ein rechter Zufluss des Rintelbächlis.
Der ganze Bachlauf liegt im Areal Chilpen bei Diegten, das im Bundesinventar der Landschaften und Naturdenkmäler von nationaler Bedeutung (BLN) aufgeführt ist.

## Geographie
Das Brunnenhofbächli entspringt südöstlich von Tenniken im Bezirk Sissach an der Grenze zur Nachbargemeinde Wittinsburg im Waldgebiet Graferüti. Der Bach fliesst von der Quelle bis zur Mündung in das Rintelbächli in westlicher Richtung. Im Quellbereich liegt er in einem bewaldeten Tobel im Plateau des Baselbieter Tafeljuras. Am unteren Ende des Einschnitts tritt der Bach in eine Wasserfassung ein. Von dieser Stelle an ist er im ganzen Gebiet der grossen Rodungslichtung des Brunnenhofs eingedolt.
Unterhalb des Brunnenhofgebiets verlässt der Bach das unterirdische Rohr und fliesst durch ein bewaldetes Tal südlich des steilen Westteils der Bälweid, die ein Schutzgebiet des Bundesinventars der Trockenwiesen und -weiden von nationaler Bedeutung (TWW) ist. In diesem flachen Abschnitt hat der aus dem Kalkgebirge kommende Bach feine Strukturen mit Sinterbecken ausgebildet.
Südlich des Hofs Sangeten erreicht das Brunnenhofbächli das Tal Rintel, wo es von rechts in das Rintelbächli mündet. Das Sangetenbächli fliesst kurz vorher als einziges Seitengewässer in das Brunnenhofbächli.

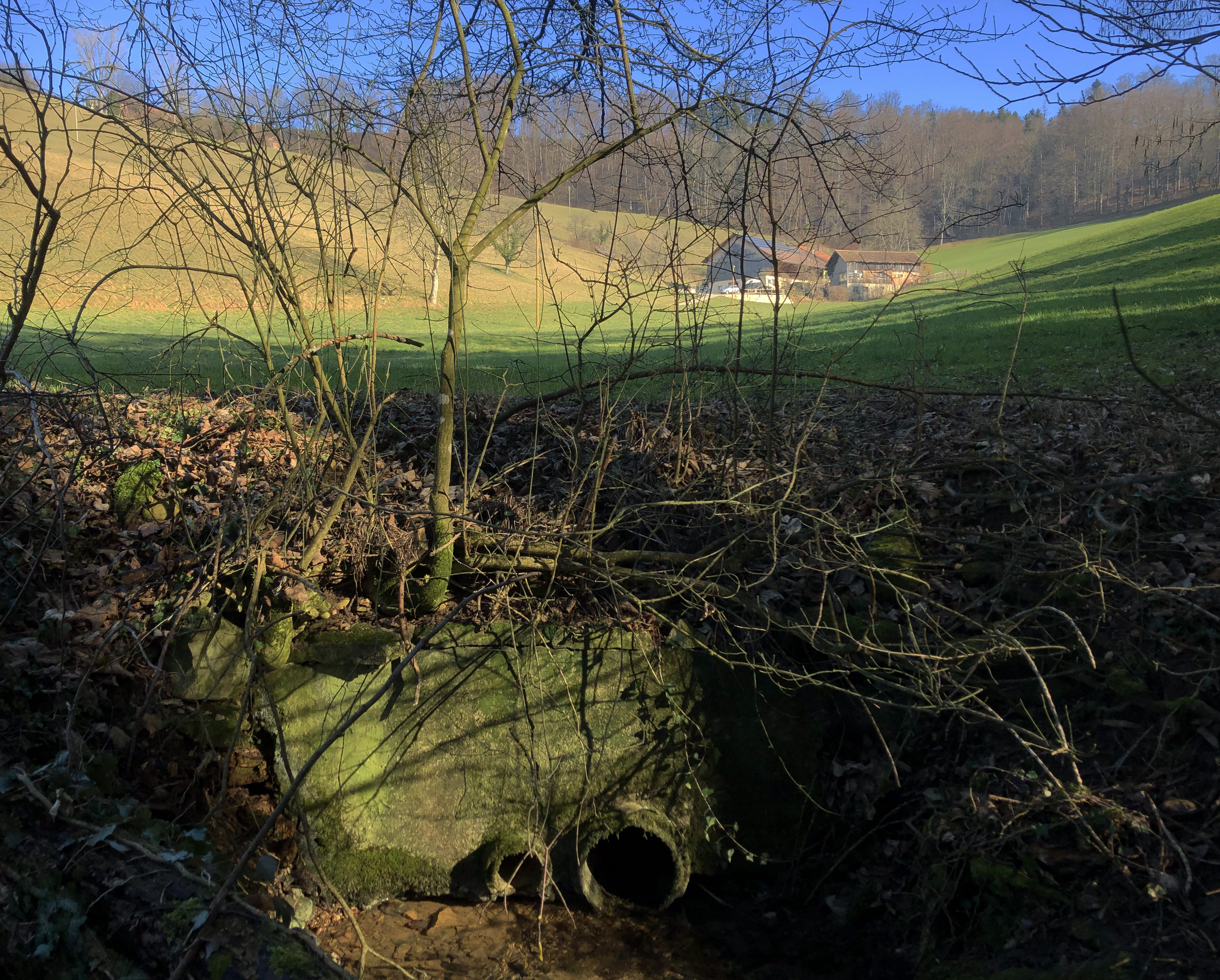
Unteres Ende der Dole beim Brunnenhof